# 密椎半鱨
密椎半鱨，為輻鰭魚綱鯰形目鱨科的其中一種，為熱帶淡水魚類，分布於亞洲印尼蘇門答臘Danau Singkarak及Ombilin河上游流域，體長可達22.3公分，棲息在礫石底質流動快速的溪流底層水域，生活習性不明。

## 扩展阅读
維基物種上的相關：密椎半鱨